# カリフォルニア州インフラ経済開発銀行
カリフォルニア州インフラ経済開発銀行（カリフォルニアしゅうインフラけいざいかいはつぎんこう、IBank）は、カリフォルニア州サクラメントに本拠を置く、州所有の州公営金融機関である。この銀行は、1994年のバーゲソン-ピース インフラ経済開発銀行法に基づき運営されており、5名の取締役会によって管理されている。銀行の目的のひとつは、道路から港湾施設の改善に至るまで、インフラプロジェクトの開発と資金調達を支援することであり、 債券の発行や公共機関への融資を通じて、道路から港湾施設の改善まで、さまざまなインフラプロジェクトの開発と資金調達を支援することを目的としている。さらに、この銀行はカリフォルニア州内の温室効果ガス排出量の削減を支援するために、カリフォルニア・エネルギー・環境ニーズ・センター(CLEEN)を設立した。

### 根拠法、関連法
- “2023 California Code Government Code - GOV TITLE 6.7 - INFRASTRUCTURE FINANCE”.   US Law Justia. 2024年8月26日閲覧。